# Manta (Cahul)
Manta è un comune della Moldavia situato nel distretto di Cahul di 3.977 abitanti al censimento del 2004.

## Località
Il comune è formato dall'insieme delle seguenti località: (popolazione 2004)
- Manta (2.917 abitanti)
- Paşcani (1.060 abitanti)